# John de Wolf
Johannes Hildebrand (John) de Wolf (Schiedam, 10 december 1962) is een Nederlands voormalig voetballer en huidig (assistent-)voetbaltrainer. Sinds 30 oktober 2019 is De Wolf actief als assistent-trainer bij Feyenoord.

## Voetbalcarrière
De Wolf, die in zijn jeugdjaren speelde bij de voetbalclub Schiedamse Boys, begon zijn eigenlijke profcarrière in de jaren tachtig bij het Rotterdamse Sparta Rotterdam (1983-1985). Daarna stapte de verdediger over naar FC Groningen (1985-1989). Na een aantal jaren in Groningen keerde De Wolf terug naar Rotterdam en ging hij spelen bij Feyenoord (1989-1994), waar hij uitgroeide tot een ware cultfiguur. Bij Feyenoord won hij drie nationale bekers, de eerste editie van de Johan Cruijff Schaal en een landskampioenschap. Tevens haalde hij de halve finale van de European Cup Winners Cup in 1991/92. Daarna besloot hij zijn geluk in het buitenland te beproeven, bij Wolverhampton Wanderers (1994-1996), waar hij vanwege een zware blessure echter nauwelijks aan spelen toekwam. John de Wolf speelde vervolgens nog bij VVV (1996-1997), Hapoel Ashkelon (1997-1998), Helmond Sport (1998-2000) en Zwart-Wit '28 (1999-2000).
De Wolf heeft eveneens voor het Nederlands voetbalelftal gespeeld, waar hij zijn debuut maakte in 1987 en vervolgens nog speelde van 1994 tot en met 1995.

### Profstatistieken
| Seizoen | Club                    | Land      | Competitie     | Wed. | Goals |
| ------- | ----------------------- | --------- | -------------- | ---- | ----- |
| 1983/84 | Sparta Rotterdam        | Nederland | Eredivisie     | 26   | 2     |
| 1984/85 | Sparta Rotterdam        | Nederland | Eredivisie     | 32   | 2     |
| 1985/86 | FC Groningen            | Nederland | Eredivisie     | 29   | 0     |
| 1986/87 | FC Groningen            | Nederland | Eredivisie     | 30   | 2     |
| 1987/88 | FC Groningen            | Nederland | Eredivisie     | 30   | 1     |
| 1988/89 | FC Groningen            | Nederland | Eredivisie     | 23   | 2     |
| 1989/90 | Feyenoord               | Nederland | Eredivisie     | 0    | 0     |
| 1990/91 | Feyenoord               | Nederland | Eredivisie     | 22   | 0     |
| 1991/92 | Feyenoord               | Nederland | Eredivisie     | 22   | 2     |
| 1992/93 | Feyenoord               | Nederland | Eredivisie     | 28   | 4     |
| 1993/94 | Feyenoord               | Nederland | Eredivisie     | 27   | 3     |
| 1994/95 | Feyenoord               | Nederland | Eredivisie     | 12   | 0     |
| 1994/95 | Wolverhampton Wanderers | Engeland  | First Division | 13   | 4     |
| 1995/96 | Wolverhampton Wanderers | Engeland  | First Division | 15   | 1     |
| 1996/97 | VVV                     | Nederland | Eerste divisie | 30   | 6     |
| 1997/98 | Hapoel Ashkelon         | Israël    | Liga Leumit    | 3    | 0     |
| 1997/98 | Helmond Sport           | Nederland | Eerste divisie | 10   | 0     |
| 1998/99 | Helmond Sport           | Nederland | Eerste divisie | 26   | 3     |
| 1999/00 | Helmond Sport           | Nederland | Eerste divisie | 8    | 0     |
| Totaal  | Totaal                  | Totaal    | Totaal         | 386  | 32    |

## Trainer
Bij Zwart-Wit '28 begon De Wolf zijn carrière als trainer (1999-2000). Na vervolgens trainer te zijn geweest bij Halsteren (2000-2001) en trainer/speler van SVV uit Schiedam werd hij trainer bij de zondaghoofdklasser Haaglandia uit Rijswijk. Na vroegtijdig ontslag in Rijswijk startte hij in 2007 bij het Amsterdamse Türkiyemspor. Hij was trainer/coach van het hoofdteam van Türkiyemspor, een team dat 3x kampioen van de zondagamateurs werd en in 2007 algehele KNVB bekerwinnaar werd bij de amateurs. Op 13 februari 2008 werd hij ontslagen. Als redenen voor het ontslag werden gegeven de tegenvallende resultaten en het gedrag van De Wolf binnen en buiten het veld. In maart 2009 werd John de Wolf trainer van het eerste van Voorschoten '97 tot aan het eind van het seizoen.
In januari 2012 kondigde De Wolf aan weer aan de slag te gaan als trainer, ditmaal bij de amateurclub Sliedrecht. Dit elftal komt uit in de Eerste klasse zaterdag. Hij traint hier in het seizoen 2012/2013. In oktober 2013 werd De Wolf door Sparta Rotterdam toegevoegd aan de technische staf van het eerste elftal. Op 13 maart 2014 werd hij ontslagen bij vv Sliedrecht.
Maart 2015 werd bekend dat de Wolf tot het einde van het seizoen 2014/2015 interim hoofdtrainer is van het eerste elftal van Excelsior Maassluis die uitkomen in de Topklasse Zaterdag waarmee hij als tiende eindigde in het eindklassement van Zaterdag Topklasse. Hij begon in mei 2015 een voetbalschool in samenwerking met XerxesDZB uit Rotterdam.
Vanaf 19 oktober 2015 was De Wolf hoofdtrainer van GVVV dat uitkwam in de zaterdag Topklasse. Hiermee promoveerde De Wolf naar de Tweede divisie in 2016.
Hij werd in juni 2017 aangesteld als hoofdcoach van SV Spakenburg. In zijn eerste seizoen bij de Blauwen werd hij kampioen in de Derde Divisie Zaterdag en promoveerde daardoor naar de Tweede Divisie. In oktober 2019 liet De Wolf weten na het seizoen 2019/20 te stoppen als hoofdtrainer van Spakenburg.
Op 30 oktober 2019 werd bekend dat De Wolf de assistent-trainer zou worden van Dick Advocaat bij Feyenoord. Advocaat volgt daar de zelf ontslag genomen Jaap Stam op. Daardoor stopte hij meteen als hoofdtrainer van Spakenburg.
In maart 2020 verlengde hij zijn contract tot de zomer van 2022.

## Andere activiteiten
Naast zijn functie als trainer was De Wolf werkzaam bij de regionale televisiezender RNN7. Op Sinterklaasavond 2004 startte hij als presentator van het sportprogramma "Correct Sport Studio" en hij presenteerde de programma's "Koken met John", "Slapen met John" en "Wonen met John". Ook is hij ambassadeur van het Nederlands Team Deaflympics 2005.
In het voorjaar van 2006 deed hij mee aan het succesvolle amusementsprogramma Dancing with the Stars. Hier werd hij drie uitzendingen voor het einde uiteindelijk door de publieksjury (middels sms-stemmen) uitgeschakeld, na al diverse keren door de professionele jury met het laagste aantal punten te zijn weggestemd.
Met Rebecca Loos ging hij daarna voor SBS6 op zoek naar het oranjegevoel in Nederland en Duitsland tijdens het Wereldkampioenschap voetbal 2006.
Op 12 mei 2007 trad John op in het SBS6 programma Fighting with the stars en vocht daar een Thaibokspartij tegen Tscheu La Ling die hij verloor met een knock-out in de eerste ronde.
Zijn deelname aan het derde seizoen van 71° Noord in 2008 werd vroegtijdig stopgezet na het overlijden van presentator Ernst-Paul Hasselbach en productieassistente Leentje Custers bij de opnamen in Noorwegen.
De Wolf is ook analyticus bij televisiezender ESPN.
Van 1 mei 2016 t/m 31 december 2017 is De Wolf werkzaam als boegbeeld aanpak ouderenwerkloosheid 50 plus bij het ministerie van Sociale Zaken en Werkgelegenheid.
Vanaf 1 januari 2018 gaat De Wolf deze functie bekleden bij de ANBO.
In 2019 is hij te zien bij RTL-programma Ranking with The Stars.

## Boeken
In 2015 kwam zijn biografie uit, geschreven door Jeroen Siebelink. Titel: “De Wolf-John".
In 2019 schreef hij zelf met Nathan Vos het boek “De tweede helft". Dat boek gaat over het leven na het voetbal, over het verschil tussen ouder worden en oud zijn, over naar je lichaam blijven luisteren, over acceptatie, over wilde haren en ervaren jaren.

## Erelijst

### Als speler
Feyenoord
- Eredivisie: 1992/93
- KNVB beker: 1990/91, 1991/92, 1993/94
- Nederlandse Supercup: 1991

### Als trainer
Feyenoord
- Eredivisie: 2022/23
- KNVB Beker: 2023/24
- Johan Cruijff Schaal: 2024

## Trivia
- Zijn favoriete boek is De Paskamermoord, gebaseerd op de Zaanse paskamermoord.
- In november 2011 speelde De Wolf de hoofdrol in een televisiecommercial van Ditzo.
- John de Wolf zou meespringen in de eerste aflevering van Vliegende Hollanders: Sterren van de Schans, maar werd voor de opnamen ziek. De Wolf nam het risico niet en sprong niet mee.